# Maurice Tranchant de Lunel
Maurice Tranchant de Lunel (La Ferté-sous-Jouarre, 25 novembre 1869 – La Seyne-sur-Mer, 1944) è stato un architetto e scrittore francese.

## Biografia
Architetto di monumenti storici in Marocco, Maurice Tranchant de Lunel è stato il progettista della Grande moschea di Parigi.
Nel 1912, venne nominato direttore del Dipartimento di antichità, belle arti e monumenti storici del protettorato francese in Marocco da Hubert Lyautey. La sua missione era quella di preservare i monumenti marocchini e stabilire una classifica dei monumenti storici in Marocco.
Dal 1920 al 1923 fu ispettore delle belle arti, antiquariato, monumenti e architetto del Protettorato del Marocco.
Fu anche pittore (acquarellista), illustratore e scrittore.

## Pubblicazioni selezionate
- 1924: Au pays du paradoxe: Maroc (prefazione di Claude Farrère.)
- 1931: Le tour du monde en un jour à l'Exposition coloniale
- 1933: Je jongle avec les chiffres (Editions du Jardin des Modes)
- 1936: Chansons des quatre saisons
- 1939: La princesse des Baux, légende radiophonique en 4 tableaux avec les anciennes chansons provençales
- 1939: Baba-Yaga, conte radiophonique adattamento d'un conte populaire russe
- 1944: L'alphabet de la famille
- 1945: Petits métiers pour les enfants sages qui deviendront grands
- 1945: Les chansons de l'herbe et de la rosée
- 1945: Vacances en petits morceaux
- 1947: Petite géographie: pour les enfants sages'
- 1954: Un Bouquet de proverbes pour les douze mois de l'an 1954